# NGC 7680-2
NGC 7680-2 is een compact sterrenstelsel in het sterrenbeeld Pegasus. Het hemelobject werd op 2 november 1790 ontdekt door de Duits-Britse astronoom William Herschel.

## Synoniemen
- NPM1G +32.0599
- 4ZW 151
- PGC 3088959